# Veenhuizen (Dijk en Waard)
Veenhuizen is een dorp in de gemeente Dijk en Waard, regio West-Friesland en in de Nederlandse provincie Noord-Holland.
Veenhuizen ligt in de Veenhuizerpolder. Deze polder is een druipland (bestaand land dat binnen de ringdijk van een droogmakerij komt te liggen). De dijk die Veenhuizen tegen het water van de Waert moest beschermen (Groenedijk), ligt er nog. De Veenhuizerpolder werd en kan nog bemalen worden door de Veenhuizermolen. Deze molen uit omstreeks 1630 staat bij de grens met de Berkmeer. De Veenhuizermolen staat even noordelijker dan de Berkmeermolen, die aan de andere kant in de Berkmeer staat.
De plaats komt in 1289 voor als Vehuzen en in 1396 als Veenhuzen. De plaatsnaam verwijst er naar dat het een woonplaats is in het veen. Van 1814 tot 1854 was Veenhuizen een zelfstandige gemeente. Vanaf 1854 maakt het deel uit van de gemeente Heerhugowaard.
In Veenhuizen bevindt zich het praalgraf van Reinoud van Brederode, heer van Veenhuizen. Deze titel erfde hij van zijn moeder Adriana Blois van Treslong. Ook was hij baron van Wesenberg (Rakvere) in Estland, een titel die hij in 1616 kreeg van de koning van Zweden, Gustav II Adolf, uit waardering voor zijn bemoeienis bij de totstandkoming van de vrede van Stolbova. Dit praalgraf bevindt zich thans in het voorportaal van de moderne Nederlands-hervormde kerk. Deze huidige kerk, gebouwd in 1963, staat op de plaats waar voorheen een kerkje uit 1862 heeft gestaan. En deze kerk, een zgn. waterstaatskerk, is gebouwd boven de resten van een middeleeuwse kerk. In het Brederode jaar 2016, zijn hier opgravingen verricht die niet slechts de funderingen van de kerk uit 1862 blootlegden maar eveneens de funderingsresten van deze veel oudere en ook nog veel grotere kerk. Archeologisch zijn deze resten onderzocht en getaxeerd te zijn gebouwd tussen 1250 en 1300. Bij de huidige kerk staat een klokkenstoel met een klok gegoten in 1460.
Op het achter de kerk gelegen kerkhof zijn de graven te zien van drie Engelse bemanningsleden die op 2 juli 1940 met hun bommenwerper Bristol Blenheim Mark IV in een weiland in de buurt van de kerk zijn neergestort.
De bemanning bestond uit:
- Squadronleider Hurll F. Chester; piloot, 34 jaar.
- Sergeant Herbert Histon; navigator, leeftijd 29 jaar.
- Sergeant Robert James McAllister; wireless operator, leeftijd 27 jaar

Zij maakten allen deel uit van het 82nd Squadron Bomber Command van de Royal Air Force

## Foto's

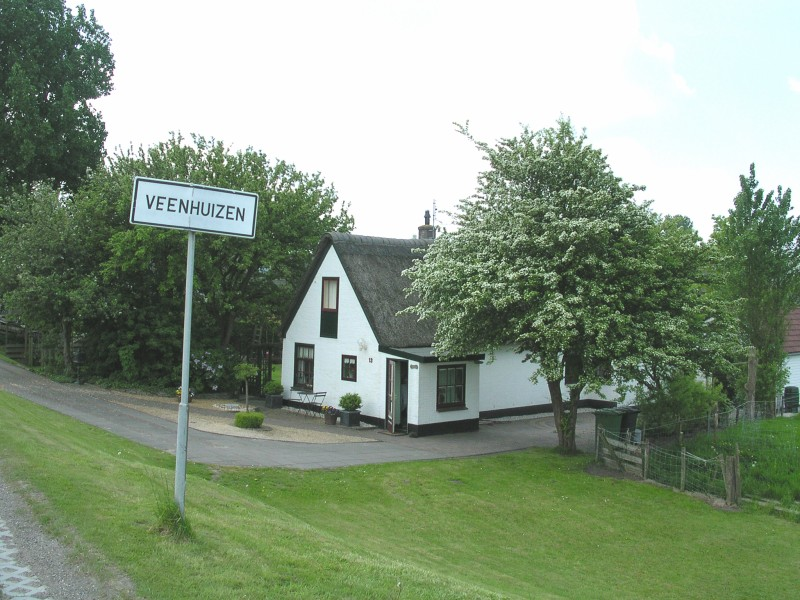
Veenhuizen

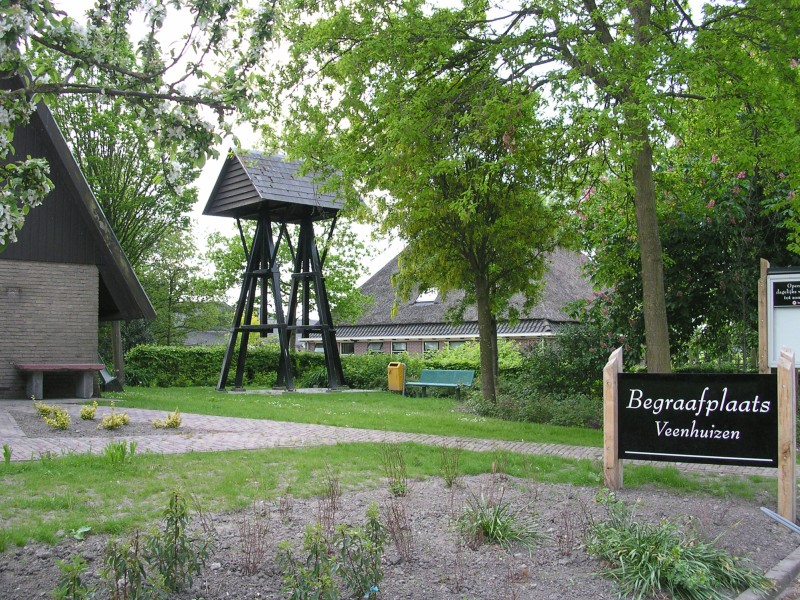
De begraafplaats met de klokkenstoel